# Messerschmitt S 14
De Messerschmitt S13 en S14 waren zweefvliegtuigen die door de Duitse vliegtuigontwerper Messerschmitt werden ontwikkeld en gebouwd.

## Ontwikkeling
In de tijd dat deze toestellen werden ontwikkeld werkte Messerschmiit nog samen met zijn oude vriend Friedrich Harth. Samen met hem was hij al een tijd bezig met het ontwikkelen en bouwen van zweefvliegtuigen.
Na het succes van de S11 begon men met de ontwikkeling van een opvolger. Het toestel verschilde niet zoveel van zijn voorganger maar bij dit ontwerp waren alle kabels voor de besturing in de vleugels weggewerkt.
Voor een competitie voor zweefvliegtuigen in september 1932 werden de S13 en S14. Op 13 september vestigde Harth met de S13 een duurrecord van 21 minuten.
De S14 was een verdere ontwikkeling uit de S13. Het toestel was het eerste Messerschmitt zweefvliegtuig dat men een door linnen beklede romp was voorzien. Het toestel werd tijdens dezelfde competitie gebruikt maar stortte kort na de start reeds neer waarbij de piloot, Wolf Hirth, gewond raakte.
Een tweede toestel stortte korte tijd later ook neer.
Messerschmitt bouwde in die periode nog slechts een of enkele toestellen in een serie. Van deze serie werden in totaal slechts drie toestellen gebouwd.
Vooroorlogse ontwerpen:
S 7 ·
S 8 ·
S 9 ·
S 10 ·
S 13 ·
S 14 ·
S 15 ·
S 16 ·
M 17 ·
M 18 ·
M 19 ·
M 20 ·
M 21 ·
M 22 ·
M 23 ·
M 24 ·
M 25 ·
M 26 ·
M 27 ·
M 28 ·
M 29 ·
M 30 ·
M 31 ·
M 33 ·
M 35 ·
M 36 · 
M 37
Ontwerpen 1933-1945:
Bf 108 · 
Bf 109 ·
Bf 109TL ·
Bf 109Z ·
Bf 110 ·
Bf 161 ·
Bf 162 ·
Me 163 · 
Me 209 ·
Me 210 ·
Me 261 ·
Me 262 · 
Me 263 ·
Me 264 · 
Me 265 · 
Me 290 · 
Me 309 ·
Me 309Z ·
Me 321 · 
Me 323 · 
Me 328 · 
Me 334 ·
Me 410 · 
Me 509 · 
Projecten tot 1945:
P.1051 ·
P.1062 ·
P.1065 ·
P.1070 ·
P.1073 ·
P.1092 ·
P.1095 ·
P.1099 ·
P.1100 ·
P.1101 ·
P.1102 ·
P.1103 ·
P.1104 ·
P.1106 ·
P.1107 ·
P.1108 ·
P.1109 ·
P.1110 ·
P.1111 ·
P.1112
Libelle ·
Schwalbe ·
Wespe ·
P.08.01 ·
Zerstörer Project II
Overig:
C-44